# العلاقات الإسرائيلية النيبالية
العلاقات الإسرائيلية النيبالية هي العلاقات الثنائية التي تجمع بين إسرائيل ونيبال.

## مقارنة بين البلدين
هذه مقارنة عامة ومرجعية للدولتين:
| وجه المقارنة                                              | إسرائيل                                                             | نيبال                               |
| --------------------------------------------------------- | ------------------------------------------------------------------- | ----------------------------------- |
| المساحة (كم2)                                             | 20.77 ألف                                                           | 147.18 ألف                          |
| عدد السكان (نسمة)                                         | 8.89 مليون                                                          | 29.40 مليون                         |
| الكثافة السكانية (ن./كم²)                                 | 428.02                                                              | 199.76                              |
| العاصمة                                                   | القدس                                                               | كاتماندو                            |
| اللغة الرسمية                                             | اللغة العبرية، اللغة العربية                                        | اللغة النيبالية                     |
| العملة                                                    | شيكل إسرائيلي جديد، شيكل إسرائيلي قديم، جنيه فلسطيني، جنيه إسرائيلي | روبية نيبالية                       |
| الناتج المحلي الإجمالي (بليون دولار)                      | 350.85 مليار                                                        | 24.47 مليار                         |
| الناتج المحلي الإجمالي (تعادل القوة الشرائية) بليون دولار | 306.51 مليار                                                        | 70.20 مليار                         |
| الناتج المحلي الإجمالي الاسمي للفرد دولار أمريكي          | 35.73 ألف                                                           | 743                                 |
| الناتج المحلي الإجمالي للفرد دولار أمريكي                 | 36.58 ألف                                                           | 2.37 ألف                            |
| مؤشر التنمية البشرية                                      | 0.899                                                               | 0.548                               |
| رمز المكالمات الدولي                                      | +972                                                                | +977                                |
| رمز الإنترنت                                              | .il                                                                 | .np                                 |
| المنطقة الزمنية                                           | توقيت إسرائيل، Israel Summer Time ‏                                  | ت ع م+05:45، التوقيت الموحد لنيبال ‏ |

## منظمات دولية مشتركة
يشترك البلدان في عضوية مجموعة من المنظمات الدولية، منها:
| علم المنظمة | اسم المنظمة                               | تاريخ انضمام إسرائيل | تاريخ انضمام نيبال |
| ----------- | ----------------------------------------- | -------------------- | ------------------ |
|             | مؤسسة التنمية الدولية                     | 22 ديسمبر 1960       | 6 مارس 1963        |
|             | منظمة التجارة العالمية                    | 21 أبريل 1995        | ?                  |
|             | مؤسسة التمويل الدولية                     | 26 سبتمبر 1956       | 7 يناير 1966       |
|             | الأمم المتحدة                             | 11 مايو 1949         | 14 ديسمبر 1955     |
|             | منظمة الشرطة الجنائية الدولية             | ?                    | ?                  |
|             | البنك الدولي للإنشاء والتعمير             | 12 يوليو 1954        | 6 سبتمبر 1961      |
|             | الاتحاد البريدي العالمي                   | ?                    | ?                  |
|             | المركز الدولي لتسوية المنازعات الاستشارية | 22 يوليو 1983        | 6 فبراير 1969      |
|             | وكالة ضمان الاستثمار متعدد الأطراف        | 21 مايو 1992         | 9 فبراير 1994      |
|             | يونسكو                                    | 16 سبتمبر 1949       | 1 مايو 1953        |
|             | الفريق المعني برصد الأرض                  | ?                    | ?                  |

## وصلات خارجية
- موقع وزارة الخارجية الإسرائيلية
- موقع وزارة الخارجية النيبالية